# Pterobryopsis yuennanensis
Pterobryopsis yuennanensis là một loài rêu trong họ Pterobryaceae. Loài này được Broth. mô tả khoa học đầu tiên năm 1924.